# Акшики
Акши́ки (чув. Акшик) — деревня в Мариинско-Посадском муниципальном округе Чувашской Республики. В 2004–2023 годах входила в состав Октябрьского сельского поселения.

## География
Деревня находится в северо-восточной части Чувашии, в пределах Чувашского плато, в зоне хвойно-широколиственных лесов, к востоку от реки Чулкаси, к северу от автодороги 97Н-028, на расстоянии примерно 17 километров (по прямой) к юго-востоку от города Мариинский Посад, административного центра района. Абсолютная высота — 144 метра над уровнем моря.

### Часовой пояс
Деревня Акшики, как и вся Чувашия, находится в часовой зоне МСК (московское время). Смещение применяемого времени относительно UTC составляет +3:00.

## Население
| 2010 | 2012 |
| ---- | ---- |
| 137  | ↗162 |

### Половой состав
По данным Всероссийской переписи населения 2010 года в гендерной структуре населения мужчины составляли 49,6 %, женщины — соответственно 50,4 %.

### Национальный состав
Согласно результатам переписи 2002 года, в национальной структуре населения чуваши составляли 99 % из 204 чел.

## Известные уроженцы, жители
Еле́на Никола́евна Никола́ева (в девичестве Кузнецова; род. 1 февраля 1966, Акшики) — советская и российская легкоатлетка, олимпийская чемпионка 1996 года, чемпионка мира.

## Инфраструктура
Личное подсобное хозяйство.
Основа экономики — сельское хозяйство.

## Транспорт
Деревня доступна с автодороги 97Н-028.